# シャボン玉 (モーニング娘。の曲)
『シャボン玉』（シャボンだま）は、モーニング娘。19枚目のシングル。2003年7月30日に発売された。

## 概要
保田圭卒業後、6期メンバー（藤本美貴、亀井絵里、道重さゆみ、田中れいな）加入後初のシングル。田中は、メインパートを任された。2003年6月29日、メインパーソナリティを務めた『27時間テレビ』グランドフィナーレにて初披露された。本楽曲から現在まで初回限定盤と通常盤の異なる形態（最小2形態）で発売が開始されている。
2025年4月21日放送のTBS特別番組『その道のプロが選ぶ本当のNo.1「プロフェッショナルランキング」』第5弾「KING OF IDOL」にて、歴代アイドル186人による投票で決定した「アイドル名曲ランキング」で、モーニング娘。の「シャボン玉」が第19位に選出された。

## 収録曲
全作詞・作曲：つんく
1. シャボン玉
編曲：高橋諭一、ストリングス・ホーンアレンジ：河野伸
  - 前作である「AS FOR ONE DAY」とともにシルク・ドゥ・ソレイユが演じた『キダム2003』のイメージソングとなった。
  - 上記の通り、初参加の田中がメインボーカルを務める。間奏のセリフは石川梨華が担当。
  - 歌詞中には表記と読みが異なる箇所がある（歌詞中の「向こう」は「あっち」、「生活する」は「暮らす」と読む）。
  - 2013年5月21日に行われた田中の卒業公演のラストナンバーも本楽曲となり、石川のセリフ部分は田中が担当[4]。また、その卒業公演に至るコンサートツアーでは回替わりのソロ曲として田中が本曲を一人で歌っていた。
  - 道重の卒業前、2014年10月放送『MUSIC JAPAN』では、モーニング娘。'14（ワンフォー）として本曲を披露。石川のセリフ部分は道重が担当した。
2. 涙にはしたくない
編曲：鈴木俊介
3. シャボン玉 (Instrumental)

## 参加メンバー
- 1期：飯田圭織、安倍なつみ
- 2期：矢口真里
- 4期：石川梨華、吉澤ひとみ、辻希美、加護亜依
- 5期：高橋愛、紺野あさ美、小川麻琴、新垣里沙
- 6期：藤本美貴、亀井絵里、道重さゆみ、田中れいな

## 参加ミュージシャン
- 高橋諭一 - プログラミング&ギター(1)
- 弦一徹 - ストリングス(1)
- 西村浩二 - トランペット(1)
- 木幡光邦 - トランペット(1)
- 奥村晶 - トランペット(1)
- 村田陽一 - トロンボーン(1)
- 山本拓夫 - テナーサックス(1)
- こーじ from THE つんくビ♂ト - ギター(1)
- 鈴木俊介 - プログラミング&ギター(2)

## 収録アルバム
- ベスト! モーニング娘。2
- モーニング娘。 ALL SINGLES COMPLETE 〜10th ANNIVERSARY〜